# Callitroideae
Callitroideae is de botanische naam van een onderfamilie uit de cipresfamilie (Cupressaceae).

## Soorten
- geslacht Actinostrobus
  - Actinostrobus acuminatus
  - Actinostrobus arenarius
  - Actinostrobus pyramidalis

- geslacht Austrocedrus
  - Austrocedrus chilensis

- geslacht Callitris
  - Sectie Callitris
    - Callitris baileyi
    - Callitris canescens
    - Callitris columellaris
    - Callitris drummondii
    - Callitris endlicheri
    - Callitris monticola
    - Callitris muelleri
    - Callitris neocaledonica
    - Callitris oblonga
    - Callitris preissii
    - Callitris rhomboidea
    - Callitris roei
    - Callitris sulcata
    - Callitris verrucosa

  - Sectie Octoclinis
    - Callitris macleayana

- geslacht Diselma
  - Diselma archeri

- geslacht Fitzroya
  - Fitzroya cupressoides

- geslacht Libocedrus
  - Libocedrus austrocaledonica
  - Libocedrus bidwillii
  - Libocedrus chevalieri
  - Libocedrus plumosa
  - Libocedrus yateensis

- geslacht Neocallitropsis
  - Neocallitropsis pancheri

- geslacht Papuacedrus
  - Papuacedrus papuana

- geslacht Pilgerodendron
  - Pilgerodendron uviferum

- geslacht Widdringtonia
  - Widdringtonia cedarbergensis
  - Widdringtonia nodiflora
  - Widdringtonia schwarzii
  - Widdringtonia whytei